# Charles Cornelius
Charles Cornelius, född den 27 oktober 1945, är en indisk landhockeyspelare.
Han tog OS-brons i herrarnas landhockeyturnering i samband med de olympiska sommarspelen 1972 i München.